# ایرما گراماتیکا
ایرما گراماتیکا (ایتالیایی: Irma Gramatica؛ ‏ ۲۵ نوامبر ۱۸۷۰ – ۲۴ اکتبر ۱۹۶۲) بازیگر اهل ایتالیا بود.
از فیلم‌ها یا برنامه‌های تلویزیونی که وی در آن نقش داشته است، می‌توان به بله، مادام و بندر اشاره کرد.